# Erzbistum L’Aquila
Das Erzbistum L’Aquila (lat.: Archidioecesis Aquilanus, ital.: Arcidiocesi dell'Aquila) ist eine in Italien gelegene Erzdiözese der römisch-katholischen Kirche mit Sitz in L’Aquila.
Das Bistum L’Aquila wurde am 20. Februar 1257 errichtet und am 19. Januar 1876 zum Erzbistum ohne Metropolitansitz erhoben. Am 15. August 1972 erhob Papst Paul VI. mit der Apostolischen Konstitution Cum cognitum das Erzbistum L’Aquila zum Metropolitan-Erzbistum und unterstellte ihm die Bistümer Avezzano und Sulmona-Valva als Suffragandiözesen.

## Einzelnachweise

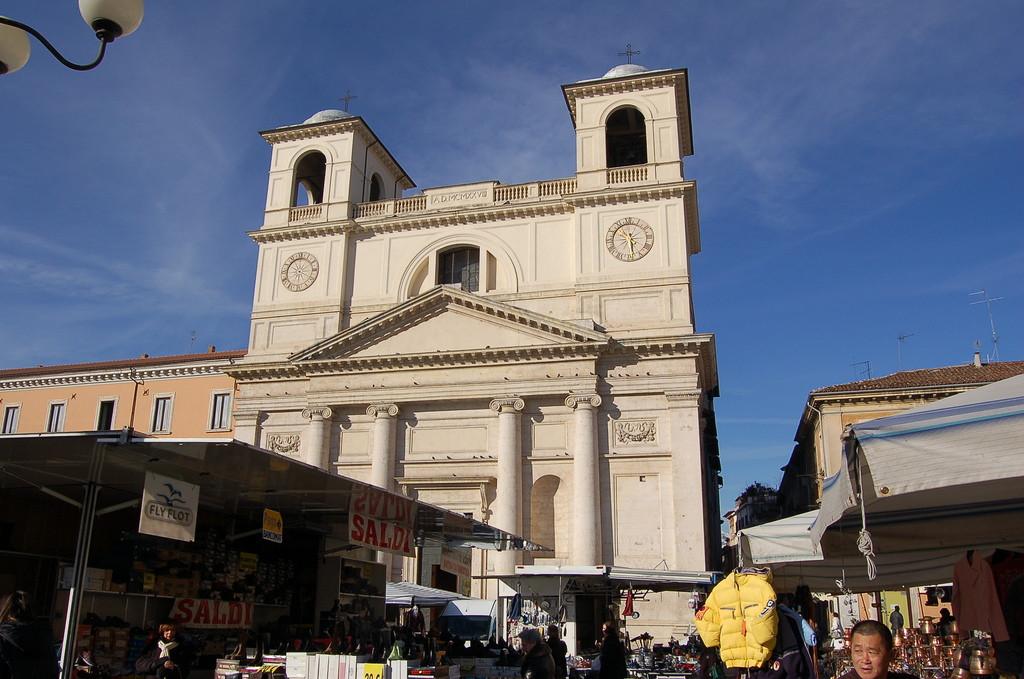
Kathedrale Santi Massimo e Giorgio in L’Aquila